# Bargylia
Bargylia è un'antica città dell'Asia Minore sulla costa della Caria, a poca distanza in linea d'aria da Iasos, sul golfo che ne prendeva il nome (sinus bargyleticus, in alternativa a sinus iassicus, oggi Güllük Körfezi). In lingua caria aveva nome Andanos, come riferisce Stefano di Bisanzio. La località ha oggi nome Varvil.

## Storia
Lo stesso Stefano di Bisanzio riferisce come tradizionalmente la si ritenesse fondata da Achille oppure da Bellerofonte in onore del proprio amico Bargylo, ucciso da un calcio del cavallo alato Pegaso.
Era dotata di due porti, uno più profondo, che poteva ospitare flotte da guerra, e uno con un pescaggio minore, per le navi commerciali e da pesca.
Storicamente fece parte della lega delio-attica nel V secolo a.C.: il nome della città è menzionato nelle liste delle tasse. Alessandro Magno la usò come base per la conquista della Caria. La città ebbe un certo sviluppo in età ellenistica, alla quale appartengono i resti delle mura difensive. Nel 201 a.C. fu occupata da Filippo V di Macedonia che vi svernò nella sua campagna in Caria, come riporta Polibio, ma poco più tardi ne fu cacciato dai Romani. Dopo la pace di Apamea del 188 a.C. fu in possesso di Rodi.
Tra il I secolo a.C. e la fine del II secolo d.C. emise monete proprie con la raffigurazione di una testa femminile, forse Artemide, e di Pegaso.
Strabone riferisce che fosse stata patria del filosofo epicureo Protarco e che vi si trovava, nei pressi, un santuario dedicato ad Artemide Kindya, di cui non si conosce l'ubicazione. La città sorgeva su due rilievi e su una parte pianeggiante intermedia, dove sorgeva l'agorà. All'epoca imperiale romana risalgono un teatro, in asse con un tempio, un bouleuterion e un propileo monumentale.
Il sistema difensivo fu ristrutturato in epoca tardo-antica con la costruzione di una fortezza e di chiese che utilizzano materiale di reimpiego dai monumenti più antichi. Fu sede di una diocesi.
Frammenti architettonici e statue provenienti dalla città sono conservati nel museo di Milas. Una statua di Scilla, probabilmente proveniente da un monumento funerario della città, è custodita nel British Museum di Londra.